# Jonathan Dolan
Jonathan Dolan (* 19. Dezember 1994) ist ein irischer Badmintonspieler. 

## Karriere
Jonathan Dolan wurde 2014 erstmals nationaler Meister in Irland, wobei er sowohl im Herreneinzel als auch im Herrendoppel erfolgreich war. 2013 gewann er die Irish International. Im Folgejahr nahm er an den Badminton-Mannschaftseuropameisterschaften teil.